# Stenophiloscia salsilaginis
Stenophiloscia salsilaginis is een pissebed uit de familie Halophilosciidae. De wetenschappelijke naam van de soort is voor het eerst geldig gepubliceerd in 1931 door Karl Wilhelm Verhoeff.